# 普埃布拉自治大学灰狼足球俱乐部
普埃布拉自治大学灰狼足球俱乐部（西班牙語：Club de Fútbol Lobos de la Benemérita Universidad Autónoma de Puebla），主场位于普埃布拉的普埃布拉自治大学体育场，是墨西哥普埃布拉州的一个足球球會。该队是普埃布拉自治大学的校隊，目前為墨西哥足球超级联赛裡的一隊。
球會的历史可以追溯到1930年，当时叫做 ，球队阵容完全由該校学生组成。2003年，俱乐部为自己在墨西哥足球甲级联赛中赢得了一个参赛资格，并在随后数年一直征战于该联赛。2017年，灰狼队首次升入墨西哥足球超级联赛。

## 獎項

### 国内赛事
- 墨西哥足球甲级联赛
  - 冠军 (1)：2017（秋季）
  - 亚军 (1)：2012（秋季）
- 墨西哥足球乙级联赛
  - 冠军 (1)：2003（春季）